# Џејк Трбојевић
Џејк Трбојевић (енгл. Jake Trbojevic; 18. фебруар 1994) професионални је аустралијски рагбиста српског порекла, који тренутно игра за Си иглсе у најјачој рагби 13 лиги на свету (НРЛ).

## Биографија
Родио се у држави Нови Јужни Велс, а његов млађи брат Том Трбојевић је такође професионални рагбиста.

### Клупска каријера
Прошао је млађе селекције Њу Саут Велса и играо за универзитетску репрезентацију Аустралије. Дебитовао је у НРЛ-у на утакмици против Пенрит пантерса у оквиру 26. кола. Због повреде ноге пропустио је целу наредну сезону. У априлу 2015, потписао је нови двогодишњи уговор са својим клубом. Први есеј је постигао против ЊЗ вориорса у 20. колу. У сезони 2015 укупно је одиграо 23 утакмице, забележио 601 обарање и постигао 3 есеја.